# قائمة مناطق غواصات يو
القائمة التالية تضم قائمة مناطق يو-بوت التابعة للقيادة العليا للبحرية الألمانية النازية لاساطيل غواصات يو بوت الألمانية خلال الحرب العالمية الثانية. تم تنظيم المناطق بين عامي 1941 و1944 وكان يقودها ضابط يعرف باسم Führer der Unterseeboote لمنطقته الخاصة. يمكن أن تحتوي المناطق على عدد أقل من أسطولين إلى عشرة.

## التاريخ
قبل اندلاع الحرب العالمية الثاني، كانت الأساطيل الفردية للغواصات الألمانية تعمل تحت قيادة مباشرة من Führer der Unterseeboote (FdU) متمثلة في شخص كارل دونيتز. الذي كان أيضا بمثابة قائد أسطول الغواصات الأول. في عام 1939، تم تغيير اسم Dönitz إلى Befehlshaber der Unterseeboote (BdU) حيث تقوم جميع الأساطيل بارسال التقارير مباشرة.
تم إنشاء أول منطقة للغواصات في إيطاليا في نوفمبر 1941 لتوفير سلطة لقيادة أساطيل غواصات يو العاملة في البحر الأبيض المتوسط. تأسست أكبر منطقة، «المنطقة الغربية» ومقرها باريس في عام 1942 للإشراف على نشاط غواصات يو خلال معركة الأطلسي.
تم إنشاء مناطق أخرى للغواصات في وقت لاحق من الحرب بين عامي 1943 و1944 نظرًا للاحتياجات التشغيلية المختلفة لأساطيل غواصات يو. وكان المستوى القياسي لقائد منطقة الغواصات إما Fregattenkapitän أو Kapitän zur See. قرب نهاية الحرب، تم إنشاء مكتب جديد يُعرف باسم Kommandierender Admiral der Unterseeboote من قِبل كريغسمارينه لتوجيه عمليات الغواصة الشاملة. قام مكتب يعرف باسم Operationsabteilung (bdUop) بتنسيق تكتيكات محددة للغواصات.
في الأسابيع الأخيرة من الحرب، عندما اقتصرت عمليات غواصات يو على بحر الشمال حول النرويج، أصبح Oberkommando der Marine (OKM) القائد المباشر لمناطق الغواصات. تداخلت بعض الأساطيل بين المناطق بسبب تغيير المهام الأساسية والمهام التشغيلية.

## مناطق\واجهات غواصات الأطلسي
عين الأميرال إيريك رايدر قائد للقيادة العامة للقوات البحرية، كما عين الأميرال كارل دونيتز قائد لسلاح الغواصات، وقسمت السواحل الألمانية لواجهات\مناطق بحرية منها واجهة بحر الشمال، وواجهة بحر البلطيق، وبعد قيام الحرب تم خلق قيادات لواجهات بحرية حسب موقع الدول المحتلة.
غواصات المنطقة الغربية - Führer der Unterseeboote
كانت المنطقة الغربية هي أكبر قيادة للغواصات تم تأسيسها خلال الحرب العالمية الثانية. بدأت المنطقة في يوليو 1942 كمكتب للشؤون القانونية يعرف باسم Gericht des Führer der Unterseeboote West. في عام 1943، تم توسيع المنطقة تحت قيادة Kapitän zur See Hans-Rudolf Rösing ونقلها إلى أنجيه.
في أوجها، سيطرت المنطقة الغربية على عشرة أساطيل غواصات. تم الإشراف على العمليات اليومية من قبل مكتبين (1. und 2. Admiralstabsoffizier). كما احتفظ بمكتب هندسي، ومكتب إداري، وقسم طبي، بالإضافة إلى مكتب قانوني.
كانت الأساطيل التابعة للمنطقة هي:
- أسطول الغواصات الأول
- أسطول الغواصات الثاني
- أسطول الغواصات الثالث
- أسطول الغواصات السادس
- أسطول الغواصات السابع
- أسطول الغواصات التاسع
- أسطول الغواصات العاشر
- أسطول الغواصات الحادي عشر
- أسطول الغواصات الثاني عشر
- أسطول الغواصات الثالث عشر

في أغسطس 1944، مع انسحاب الألمان من فرنسا، تم إجلاء موظفي المنطقة الغربية إلى النرويج. كانت القيادة موجودة من الناحية الفنية حتى نهاية الحرب، على الرغم من تداخل سلطتها الآن مع مناطق غواصات بحر الشمال.
غواصات المنطقة الوسطى- Führer der Unterseeboote Mitte (FdUMitte)
تشكلت هذه المنطقة في مايو 1944 فقط من أجل مكافحة الغزو المتوقع لقوات الحلفاء لفرنسا. لم يتم وضع أي اساطيل على الإطلاق تحت قيادة هذهالمنطقة وتم حلها بعد غزو نورماندي.

## مناطق غواصات البحر المتوسط
غواصات المنطقة الإيطالية - Führer der Unterseeboote Italien (FdUItalien)
وجدت في الفترة من 1941 إلى 1943 قبل إعادة تسميتها باسم منطقة غواصات البحر المتوسط.
- أسطول الغواصات الثالث عشر
- أسطول الغواصات التاسع عشر

غواصات منطقة المتوسط - الفوهرر دير Unterseeboote Mittelmeer (FdUMittelmeer)
استلمت الأساطيل 23 و29 من المنطقة الإيطالية بسبب إعادة الهيكلة في عام 1943. تضاءلت في نهاية المطاف إلى ثلاثة غواصات يو فقط خصصت للمنطقة بأكملها.

## مناطق غواصات بحر الشمال
غواصات المنطقة الشرقية - Führer der Unterseeboote Ost (BdUOst)
- أسطول الغواصات الرابع
- أسطول الغواصات الثامن
- أسطول الغواصات الواحد والثلاثون
- أسطول الغواصات الثاني والثلاثون

غواصات منطقة النرويج - Führer der Unterseeboote Norwegen (FdUNorwegen)
كانت آخر منطقة تعمل اعتبارًا من مايو 1945 عندما استسلمت ألمانيا.
- أسطول الغواصات الحادي عشر
- أسطول الغواصات الثالث عشر
- أسطول الغواصات الرابع عشر
- أسطول الغواصات التاسع والعشرون

غواصات منطقة بحر الشمال - Führer der Unterseeboote Nordmeer (FdUNordmeer)
تكونت من تراجع أساطيل غواصات يو خلال الانسحاب الألماني من فرنسا المحتلة. واشتركت في نفس منطقة العمليات التابعة لمنطقة الغواصات في النرويج، وتمتلك تقنياً نفس الأساطيل.

## المناطق الآسيوية
منطقة غواصات جنوب شرق آسيا - Chef im Südraum
كانت هذه منطقة خاصة أنشئت في ديسمبر 1944 حيث كانت سلطة القيادة التنفيذية ل Monsun Gruppe. يقع المقر الرئيسي للمنطقة في بينانغ وكان تحت قيادة فريغتينكابيتين فيلهلم دوميس.

## أساطيل التدريب
- أسطول الغواصات الخامس - تدريب الأسطول في كيل
- أسطول الغواصات الثامن عشر - أسطول التدريب في بولندا الذي قام بعمليات قتالية في بحر البلطيق
- أسطول الغواصات التاسع عشر - تدريب الأسطول في كيل لقادة U- المحتملين
- أسطول الغواصات العشرون - أسطول التدريب في منطقة البلطيق (Baltiysk)
- أسطول الغواصات الواحد والعشرون - أسطول «التدريب الأساسي» الأساسي لخدمة U-boat
- أسطول الغواصات الثاني والعشرون - تدريب الأسطول في فيلهلمسهافن
- أسطول الغواصات الرابع والعشرون - أسطول التدريب في Danzig
- أسطول الغواصات الخامس والعشرون - أسطول البحرية التدريب المدفعية في Danzig
- أسطول الغواصات الخامس والعشرون - مدرسة تدريب طوربيد الخدمة U- قارب
- أسطول الغواصات السابع والعشرون - مدرسة تدريب العمليات التكتيكية U-boat

## أساطيل غير مخصصة
كان من المقرر تفعيل الأساطيل 15 و 16 و 17 بين عامي 1942 و 1943 ولكن لم يتم تنظيمها قط وبالتالي لم يتم تخصيصها للمنطقة. تم طلب أسطول 28 في عام 1944 وبالمثل لم يتشكل أبدًا.
تم تشغيل أسطول الغواصات الثلاثون بشكل مستقل في البحر الأسود ولم يتم تعيينه مطلقًا في منطقة. الأسطول الأخير من الحرب (أسطول الغواصات الثالث والثلاثون) يعمل أيضًا بشكل مستقل عن المنطقة.